# Wereldkampioenschappen kunstschaatsen 1979
De Wereldkampioenschappen kunstschaatsen is een evenement dat georganiseerd wordt door de Internationale Schaatsunie.
Het WK toernooi van 1979 vond plaats in Wenen. Voor de elfde keer was Wenen de gaststad van de Wereldkampioenschappen Kunstschaatsen. Eerder werden ze hier in 1907 (mannen en vrouwen), 1911 (vrouwen en paren), 1913 (mannen), 1923 (vrouwen), 1925 (mannen en paren), 1927 (paren), 1935 (vrouwen) , 1937 (paren) 1955 en 1967 (alle vier de disciplines) gehouden.
Voor de mannen was het de 69e editie, voor de vrouwen de 59e editie, voor de paren de 57e editie, en voor de ijsdansers de 27e editie.

## Historie
De Duitse en Oostenrijkse schaatsbond, verenigd in de "Deutscher und Österreichischer Eislaufverband", organiseerden zowel het eerste EK Schaatsen voor mannen als het eerste EK Kunstrijden voor mannen in 1891 in Hamburg, Duitsland, nog voor het ISU in 1892 werd opgericht. De internationale schaatsbond nam in 1892 de organisatie van het EK Kunstrijden over. In 1895 werd besloten voortaan de Wereldkampioenschappen kunstschaatsen te organiseren en kwam het EK te vervallen. In 1896 vond de eerste editie voor de mannen plaats. Vanaf 1898 vond toch weer een herstart plaats van het EK Kunstrijden.
In 1906, tien jaar na het eerste WK voor de mannen, werd het eerste WK voor de vrouwen georganiseerd en twee jaar later, in 1908, vond het eerste WK voor de paren plaats. In 1952 werd de vierde discipline, het WK voor de ijsdansers, eraan toegevoegd.
Er werden geen kampioenschappen gehouden tijdens en direct na de Eerste Wereldoorlog (1915-1921) en tijdens en direct na de Tweede Wereldoorlog (1940-1946) en in 1961 vanwege de Sabena vlucht 548 vliegtuigramp op 15 februari op Zaventem waarbij alle passagiers, waaronder de voltallige Amerikaanse delegatie voor het WK kunstrijden op weg naar Praag, om het leven kwamen.

## Deelname
Er namen deelnemers uit een recordaantal van 23 landen deel aan deze kampioenschappen. Zij vulden 87 startplaatsen in. Voor het eerst nam er een vertegenwoordiger uit Noord-Korea deel aan het WK Kunstschaatsen. Sil Kim-myo kwam uit bij de vrouwen. Er namen geen deelnemers uit België aan deze kampioenschappen deel.
Voor Nederland kwam Astrid Jansen in de Wal voor de tweede keer bij de vrouwen uit.
(Tussen haakjes het totaal aantal startplaatsen over de disciplines.)
| Verenigde Staten (11) Sovjet-Unie (11) Duitse Democratische Republiek (8) West-Duitsland (7) Canada (6) Japan (6) | Verenigd Koninkrijk (6) Tsjecho-Slowakije (5) Oostenrijk (4) Australië (3) Zwitserland (3) Frankrijk (2) | Hongarije (2) Italië (2) Joegoslavië (2) Zweden (2) Finland (1) Nederland (1) | Nieuw-Zeeland (1) Noord-Korea (1) Noorwegen (1) Spanje (1) Zuid-Korea (1) |

## Medailleverdeling
Bij de mannen veroverde Vladimir Kovalev zijn vijfde WK medaille, in 1972 werd hij derde, in 1975, 1975 tweede en in 1977 werd hij wereldkampioen. Robin Cousins op de tweede plaats veroverde zijn tweede WK medaille, in 1978 werd hij derde. Jan Hoffmann veroverde zijn zesde WK medaille, hij werd derde in 1973, eerste in 1974 , derde in 1976 derde, tweede in 1977 en 1978 en dit jaar weer derde.
Bij de vrouwen veroverde Linda Fratianne haar derde medaille, in 1977 werd wereldkampioen, in 1978 tweede en dit jaar weer wereldkampioen. Ook Anett Pötzsch veroverde haar derde medaille, na haar tweede plaats in 1977 en wereldtitel in 1978 werd ze dit jaar weer tweede. Emi Watanabe
op de derde plaats veroverde haar eerste WK medaille, het was de tweede medaille voor Japan, in 1977 won Minoru Sano ook een bronzen medaille bij de mannen.
Bij het paarrijden veroverde Tai Babilonia / Randy Gardner hun derde medaille, in 1977 en 1978 werden zij derde en dit jaar wereldkampioen. De paren twee en drie, Marina Cherkasova / Sergei Shakhrai en Sabine Baess / Tassilo Thierbach stonden beide voor de eerste keer op het erepodium.
Bij het ijsdansen veroverden Natalja Linitsjoek / Gennadi Karponossov hun vierde medaille, in 1974 en 1977 werden zij derde en in 1978 en dit jaar wereldkampioen. Het paar Krisztina Regöczy / Andras Sallay op de tweede plaats veroverden hun tweede medaille, in 1978 werden ze derde. Irina Moiseeva / Andrei Minenkov veroverden hun vijfde medaille, in 1975, 1977 wereldkampioen, in 1976, 1978 tweede en dit jaar derde.
| Discipline | Goud ·                                   | Zilver ·                            | Brons ·                          |
| ---------- | ---------------------------------------- | ----------------------------------- | -------------------------------- |
| Mannen     | Vladimir Kovalev                         | Robin Cousins                       | Jan Hoffmann                     |
| Vrouwen    | Linda Fratianne                          | Anett Pötzsch                       | Emi Watanabe                     |
| Paren      | Tai Babilonia / Randy Gardner            | Marina Cherkasova / Sergei Shakhrai | Sabine Baess / Tassilo Thierbach |
| IJsdansen  | Natalja Linitsjoek / Gennadi Karponossov | Krisztina Regöczy / Andras Sallay   | Irina Moiseeva / Andrei Minenkov |

## Uitslagen

### Mannen / Vrouwen
| Goud   | Vladimir Kovalev         | Vlag van Sovjet-Unie                    |  |
| Zilver | Robin Cousins            | Vlag van Verenigd Koninkrijk            |  |
| Brons  | Jan Hoffmann             | Vlag van Duitse Democratische Republiek |  |
| 4      | Charles Tickner          | Vlag van Verenigde Staten               |  |
| 5      | Scott Cramer             | Vlag van Verenigde Staten               |  |
| 6      | Fumio Igarashi           | Vlag van Japan                          |  |
| 7      | Jean-Christophe Simond   | Vlag van Frankrijk                      |  |
| 8      | David Santee             | Vlag van Verenigde Staten               |  |
| 9      | Mitsuro Matsumura        | Vlag van Japan                          |  |
| 10     | Igor Bobrin              | Vlag van Sovjet-Unie                    |  |
| 11     | Konstantin Kokora        | Vlag van Sovjet-Unie                    |  |
| 12     | Hermann Schulz           | Vlag van Duitse Democratische Republiek |  |
| 13     | Brian Pockar             | Vlag van Canada                         |  |
| 14     | Mario Liebers            | Vlag van Duitse Democratische Republiek |  |
| 15     | Vern Taylor              | Vlag van Canada                         |  |
| 16     | Norbert Schramm          | Vlag van Duitsland                      |  |
| 17     | Thomas Oberg             | Vlag van Zweden                         |  |
| 18     | Helmut Kristofics-Binder | Vlag van Oostenrijk                     |  |
| 19     | Jozef Sabovcik           | Vlag van Tsjechië                       |  |
| 20     | Christopher Howarth      | Vlag van Verenigd Koninkrijk            |  |
| 21     | William Schober          | Vlag van Australië                      |  |
| 22     | Matijaz Krusec           | Vlag van Joegoslavië (1943-1992)        |  |

| Goud   | Linda Fratianne           | Vlag van Verenigde Staten                     |  |
| Zilver | Anett Pötzsch             | Vlag van Duitse Democratische Republiek       |  |
| Brons  | Emi Watanabe              | Vlag van Japan                                |  |
| 4      | Dagmar Lurz               | Vlag van Duitsland                            |  |
| 5      | Denise Biellmann          | Vlag van Zwitserland                          |  |
| 6      | Lisa-Marie Allen          | Vlag van Verenigde Staten                     |  |
| 7      | Claudia Kristofics-Binder | Vlag van Oostenrijk                           |  |
| 8      | Susanna Driano            | Vlag van Italië                               |  |
| 9      | Carola Weissenberg        | Vlag van Duitse Democratische Republiek       |  |
| 10     | Kristiina Wegelius        | Vlag van Finland                              |  |
| 11     | Carrie Rugh               | Vlag van Verenigde Staten                     |  |
| 12     | Sanda Dubravcic           | Vlag van Joegoslavië (1943-1992)              |  |
| 13     | Natalia Strelkova         | Vlag van Sovjet-Unie                          |  |
| 14     | Deborah Cottrill          | Vlag van Verenigd Koninkrijk                  |  |
| 15     | Karin Riediger            | Vlag van Duitsland                            |  |
| 16     | Renata Baierova           | Vlag van Tsjechië                             |  |
| 17     | Petra Ernert              | Vlag van Duitsland                            |  |
| 18     | Kira Ivanova              | Vlag van Sovjet-Unie                          |  |
| 19     | Janet Morrissey           | Vlag van Canada                               |  |
| 20     | Reiko Kobayashi           | Vlag van Japan                                |  |
| 21     | Jeanne Chapman            | Vlag van Noorwegen                            |  |
| 22     | Anita Siegfried           | Vlag van Zwitserland                          |  |
| 23     | Astrid Jansen in de Wal   | Vlag van Nederland                            |  |
| 24     | Franca Bianconi           | Vlag van Italië                               |  |
| 25     | Bodil Olsson              | Vlag van Zweden                               |  |
| 26     | Corine Wyrsch             | Vlag van Zwitserland                          |  |
| 27     | Sil Kim-myo               | Vlag van Noord-Korea                          |  |
| 28     | Belinda Coulthard         | Vlag van Australië                            |  |
| 29     | Katie Symmonds            | Vlag van Nieuw-Zeeland                        |  |
| 30     | Shin Hae-sook             | Vlag van Zuid-Korea                           |  |
| 31     | Gloria Mas                | Vlag van Spanje (21 jan. 1977 - 18 dec. 1981) |  |

### Paren / IJsdansen
| Goud   | Tai Babilonia Randy Gardner        | Vlag van Verenigde Staten               |  |
| Zilver | Marina Cherkasova Sergei Shakhrai  | Vlag van Sovjet-Unie                    |  |
| Brons  | Sabine Baess Tassilo Thierbach     | Vlag van Duitse Democratische Republiek |  |
| 4      | Irina Vorobieva Igor Lisovski      | Vlag van Sovjet-Unie                    |  |
| 5      | Marina Pestova Stanislav Leonovich | Vlag van Sovjet-Unie                    |  |
| 6      | Vicki Heasley Robert Wagenhoffer   | Vlag van Verenigde Staten               |  |
| 7      | Cornelia Haufe Kersten Bellmann    | Vlag van Duitse Democratische Republiek |  |
| 8      | Christina Riegel Andreas Nischwitz | Vlag van Duitsland                      |  |
| 9      | Sheryl Franks Michael Botticelli   | Vlag van Verenigde Staten               |  |
| 10     | Kerstin Stolfig Veit Kempe         | Vlag van Duitse Democratische Republiek |  |
| 11     | Barbara Underhill Paul Martini     | Vlag van Canada                         |  |
| 12     | Gabrielle Beck Jochen Stahl        | Vlag van Duitsland                      |  |
| 13     | Elizabeth Cain Peter Cain          | Vlag van Australië                      |  |
| 14     | Kyoko Hagiwara Hisao Ozaki         | Vlag van Japan                          |  |

| Goud   | Natalja Linitsjoek Gennadi Karponossov    | Vlag van Sovjet-Unie         |  |
| Zilver | Krisztina Regöczy Andras Sallay           | Vlag van Hongarije           |  |
| Brons  | Irina Moiseeva Andrei Minenkov            | Vlag van Sovjet-Unie         |  |
| 4      | Liliana Rehakova Stanislav Drastich       | Vlag van Tsjechië            |  |
| 5      | Janet Thompson Warren Maxwell             | Vlag van Verenigd Koninkrijk |  |
| 6      | Lorna Wighton John Dowding                | Vlag van Canada              |  |
| 7      | Susi Handschmann Peter Handschmann        | Vlag van Oostenrijk          |  |
| 8      | Jayne Torvill Christopher Dean            | Vlag van Verenigd Koninkrijk |  |
| 9      | Stacey Smith John Summers                 | Vlag van Verenigde Staten    |  |
| 10     | Natalja Bestemjanova Andrej Boekin        | Vlag van Sovjet-Unie         |  |
| 11     | Carol Fox Richard Dalley                  | Vlag van Verenigde Staten    |  |
| 12     | Henriette Froschl Christian Steiner       | Vlag van Duitsland           |  |
| 13     | Karen Barber Nicholas Slater              | Vlag van Verenigd Koninkrijk |  |
| 14     | Anna Pisanska Jiri Musil                  | Vlag van Tsjechië            |  |
| 15     | Patricia Fletcher Michael de la Penotiere | Vlag van Canada              |  |
| 16     | Martine Olivier Yves Tarayre              | Vlag van Frankrijk           |  |
| 17     | Jindra Hola Karol Foltan                  | Vlag van Tsjechië            |  |
| 18     | Gabriella Remport Sandor Nagy             | Vlag van Hongarije           |  |
| 19     | Yukimo Kage Tadayuki Takahashi            | Vlag van Japan               |  |
| 20     | Claudia Koch Peter Schubl                 | Vlag van Oostenrijk          |  |